# Marcel Vanco
Marcel Vanco est un footballeur international français né le 19 mars 1895 à Marseille et mort le 10 juillet 1987 à Croix.

## Biographie
| - Le CA Paris vainqueur de la Coupe de France 1920. Marcel Vanco est le septième en partant de la gauche. |

À 18 ans, il remporte avec le Stade helvétique de Marseille le championnat de France de football USFSA 1913. Il est l'un des deux joueurs français du club marseillais lors de la finale.
Il part ensuite combattre à la guerre de 14-18, où il participe notamment à la bataille de Verdun.
Il rentre à Paris en 1918 pour faire ses études de vétérinaire et se consacrer à son club, le Cercle athlétique de Paris (CA Paris). Il remporte la Coupe de France en 1920 avant de rejoindre le Racing Club de Roubaix en 1923. Il connaît alors sa dernière sélection en équipe de France face à la Norvège. Il compte 8 sélections entre 1920 et 1923.